# Charlecote Park

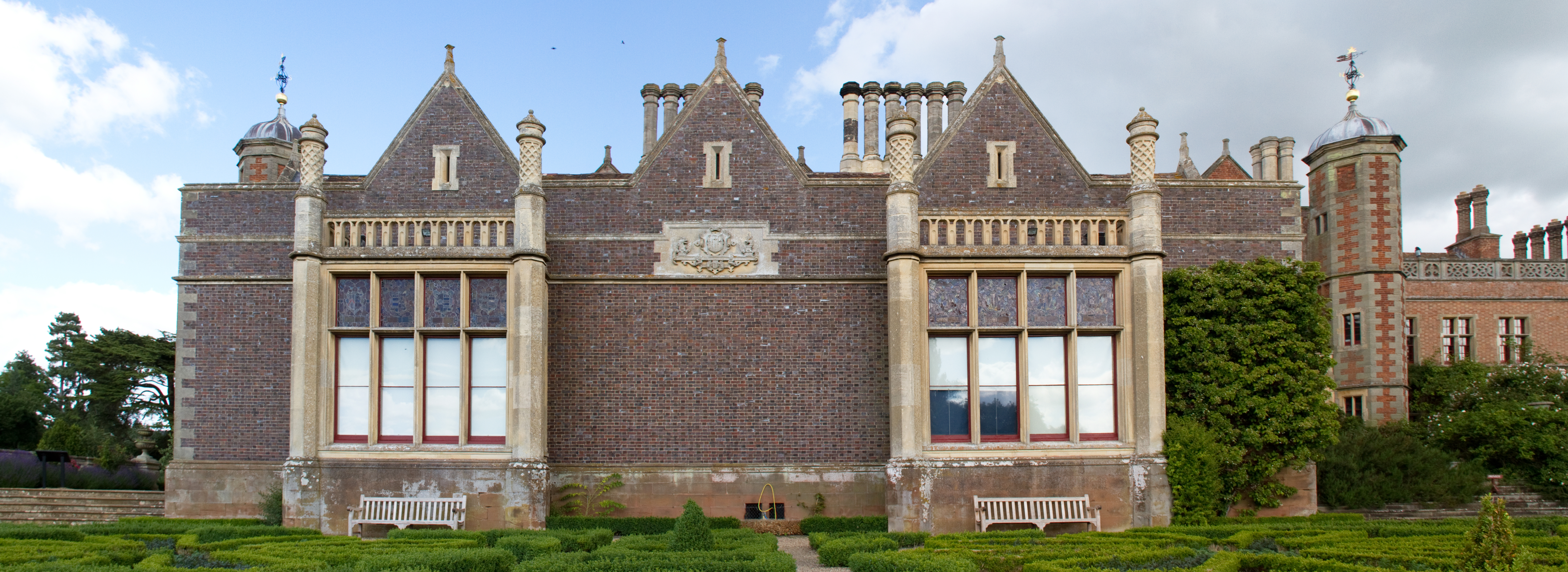
L'edificio principale di Charlecote Park

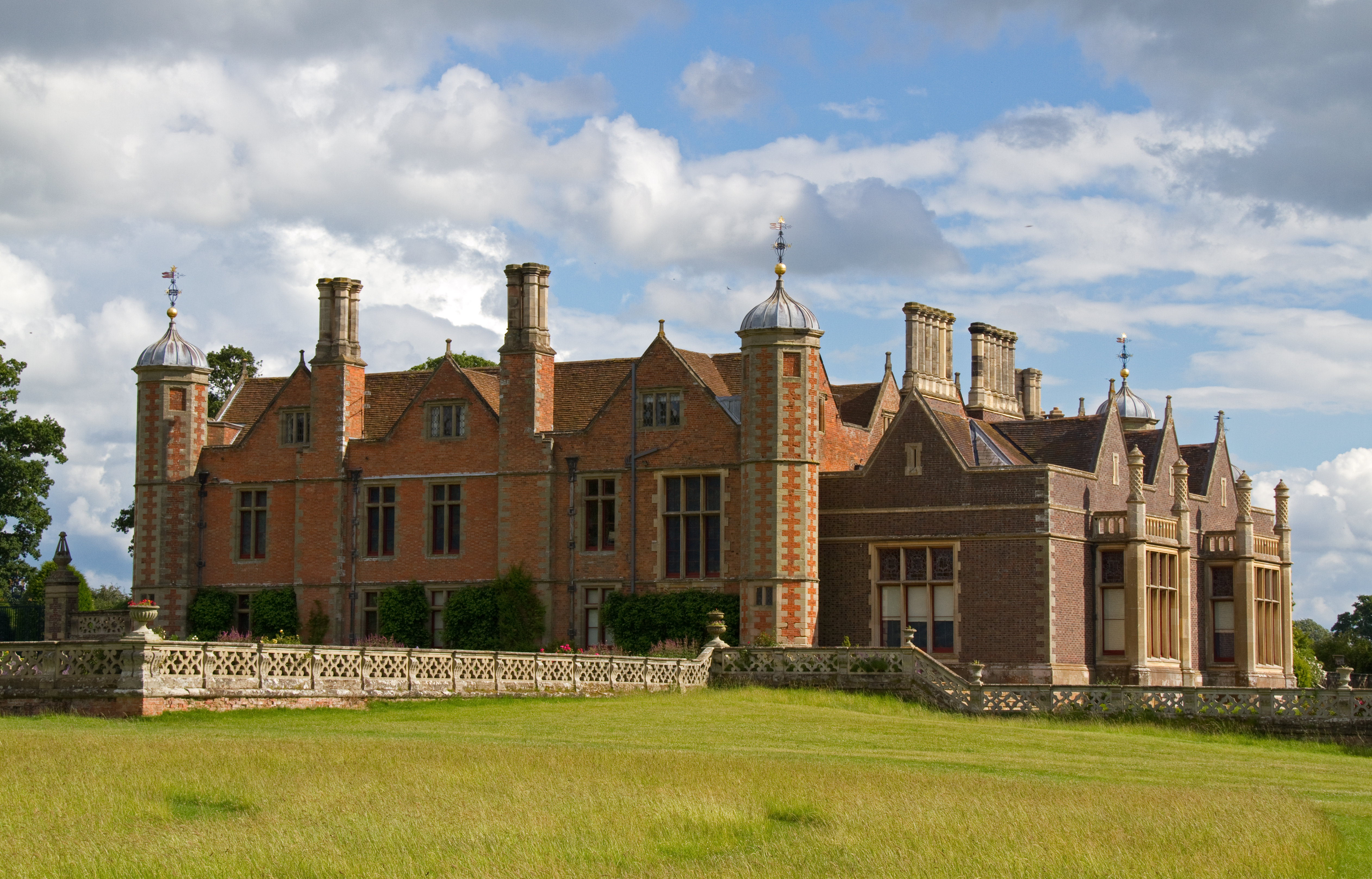
Charlecote Park con la Charlecote House

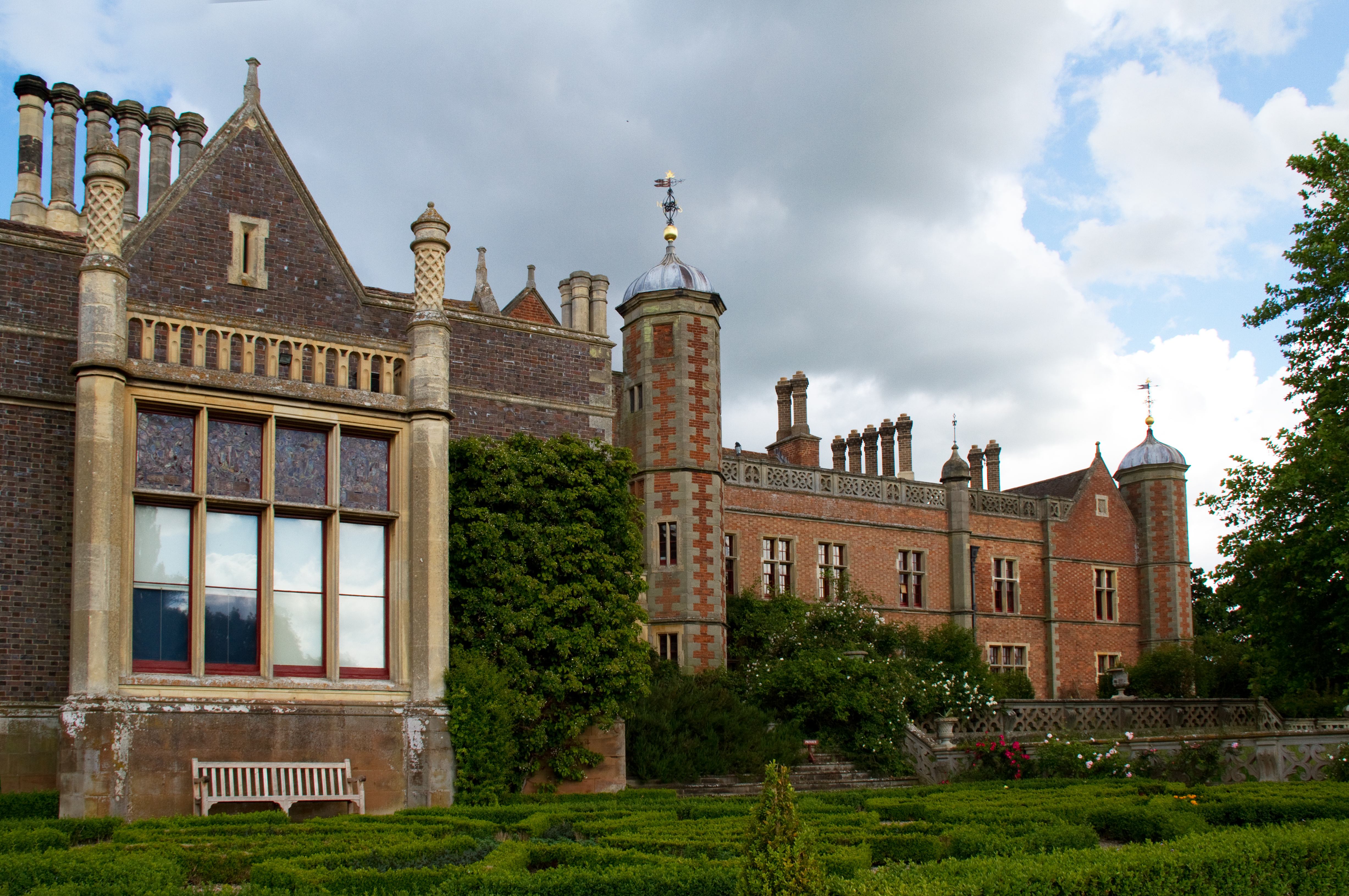
Altra immaigine della Charlecote House

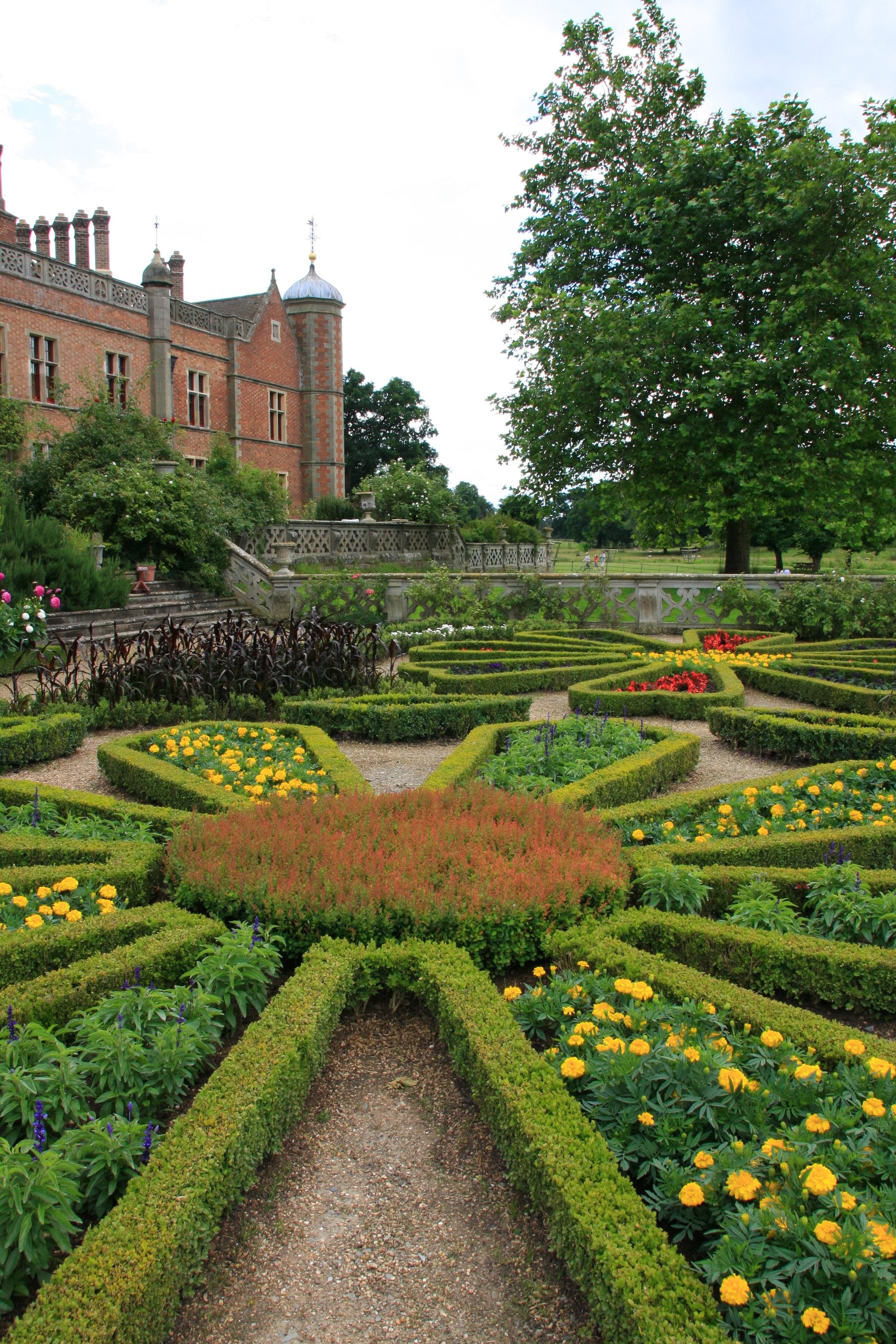
Giardini a Charlecote Park

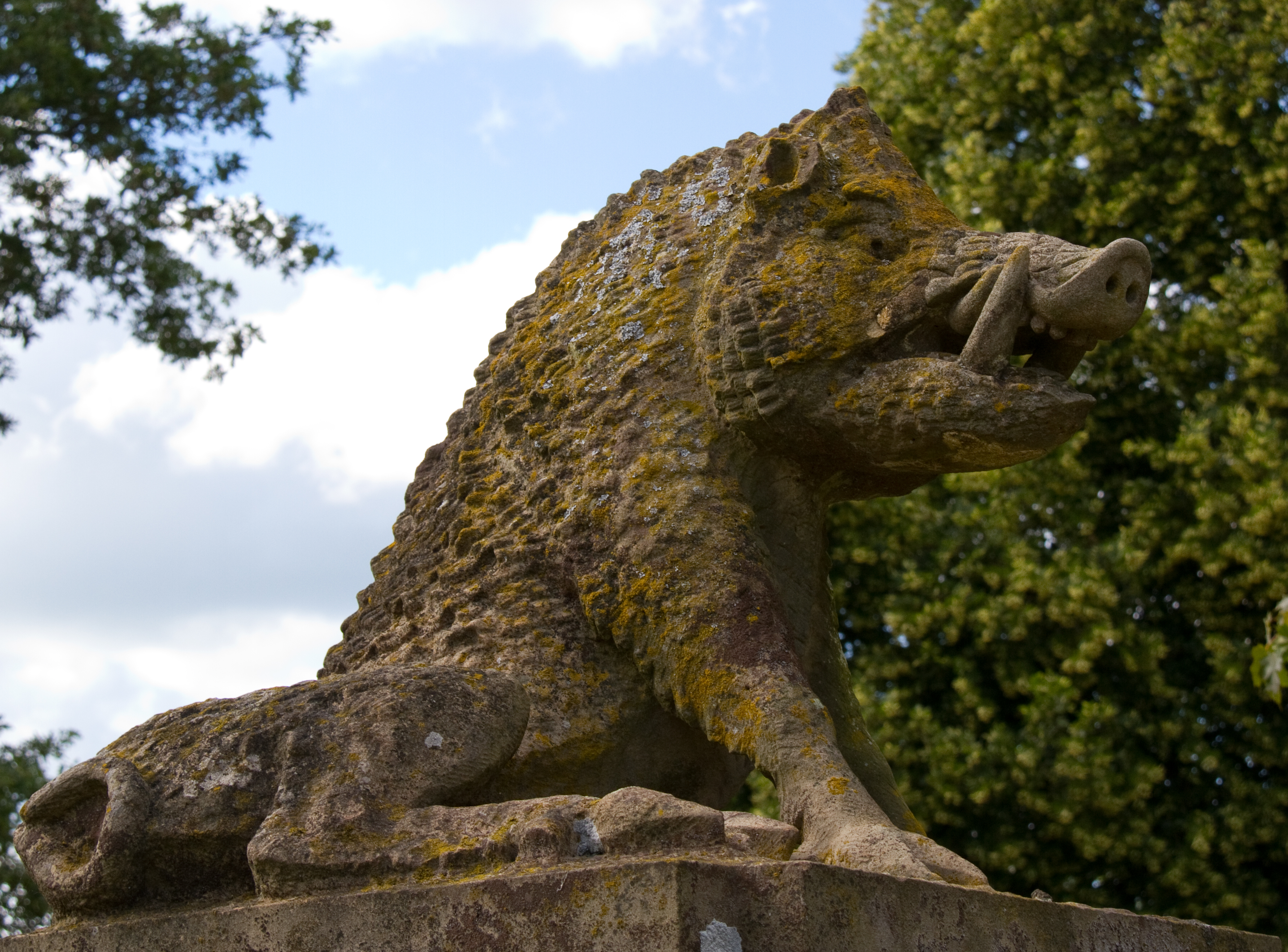
Scultura a Charlecote Park

Charlecote Park è una tenuta del villaggio inglese di Charlecote (dintorni di Wellesbourne), nella contea del Warwickshire (Inghilterra centrale), che comprende un palazzo risalente nella forma attuale al 1551 (ma le cui origini risalgono al XIII secolo) e un parco progettato da Capability Brown. Fu per circa 900 anni la residenza delle famiglie Lucy e Monforts.
La tenuta è ora di proprietà del National Trust.

## Descrizione
Charlecote Park si trova in un sito elevato nei pressi del fiume Avon.
L'edificio principale, la Charlecote House, è in stile Tudor e ha una facciata in mattoni di color rosa
|  |

La tenuta ospita inoltre la casa del custode, la casa del cocchiere, un birrificio, ecc.
All'interno del parco vivono daini, cervi e capre.

## Storia
La tenuta di Charlecote divenne di proprietà della famiglia Lucy, che era giunta in Inghilterra per sostenere Guglielmo il Conquistatore , nel 1247 La residenza fu fatta costruire da Sir Thomas Lucy.
Nel 1572, fu ospitata per due notti nel palazzo della tenuta la regina Elisabetta I d'Inghilterra. 
Sempre nel corso del XVI secolo, soggiornò a Charlecote anche William Shakespeare, che pare fosse stato scoperto mentre cacciava di frodo all'interno della tenuta.
|  |